# Lista de avenidas de Lisboa
As avenidas de Lisboa perfazem um total de 152.
| Arruamento                                           | Freguesia(s)                                                                          | Homenageia                                                                            |
| ---------------------------------------------------- | ------------------------------------------------------------------------------------- | ------------------------------------------------------------------------------------- |
| Avenida Afonso Costa                                 | Areeiro                                                                               | Afonso Costa                                                                          |
| Avenida Afonso III                                   | Penha de França                                                                       | D. Afonso III                                                                         |
| Avenida Almirante Gago Coutinho                      | Areeiro Alvalade                                                                      | Gago Coutinho                                                                         |
| Avenida Almirante Reis                               | Areeiro Arroios Santa Maria Maior                                                     | Cândido dos Reis                                                                      |
| Avenida Álvares Cabral                               | Campo de Ourique Estrela                                                              | Pedro Álvares Cabral                                                                  |
| Avenida Álvaro Cunhal                                | Lumiar                                                                                | Álvaro Cunhal                                                                         |
| Avenida Álvaro Pais                                  | Avenidas Novas                                                                        | Álvaro Pais                                                                           |
| Avenida António Augusto de Aguiar                    | Avenidas Novas                                                                        | António Augusto de Aguiar                                                             |
| Avenida António de Serpa                             | Avenidas Novas                                                                        | António de Serpa                                                                      |
| Avenida Aquilino Ribeiro Machado                     | Parque das Nações                                                                     | Aquilino Ribeiro Machado                                                              |
| Avenida Avelino Teixeira da Mota                     | Marvila                                                                               | Avelino Teixeira da Mota                                                              |
| Avenida Barbosa du Bocage                            | Avenidas Novas                                                                        | José Vicente Barbosa du Bocage                                                        |
| Avenida Calouste Gulbenkian                          | Campolide                                                                             | Calouste Gulbenkian                                                                   |
| Avenida Carlos Paredes                               | Lumiar                                                                                | Carlos Paredes                                                                        |
| Avenida Carlos Pinhão                                | Areeiro Marvila Beato                                                                 | Carlos Pinhão                                                                         |
| Avenida Casal Ribeiro                                | Arroios                                                                               | José Maria Casal Ribeiro                                                              |
| Avenida Cidade de Bratislava                         | Marvila                                                                               | Bratislava                                                                            |
| Avenida Cidade de Lourenço Marques                   | Olivais                                                                               | Lourenço Marques (actual Maputo)                                                      |
| Avenida Cidade de Luanda                             | Olivais                                                                               | Luanda                                                                                |
| Avenida Cidade de Praga                              | Carnide                                                                               | Praga                                                                                 |
| Avenida Cidade do Porto                              | Olivais                                                                               | Porto                                                                                 |
| Avenida Cinco de Outubro                             | Alvalade Avenidas Novas                                                               | 5 de outubro de 1910 (Proclamação da República Portuguesa)                            |
| Avenida Columbano Bordalo Pinheiro                   | Campolide São Domingos de Benfica                                                     | Columbano Bordalo Pinheiro                                                            |
| Avenida Conde de Valbom                              | Avenidas Novas                                                                        | Joaquim Tomás Lobo de Ávila, Conde de Valbom                                          |
| Avenida Conselheiro Barjona de Freitas               | São Domingos de Benfica                                                               | Augusto César Barjona de Freitas                                                      |
| Avenida Conselheiro Fernando de Sousa                | Campolide                                                                             | Fernando de Sousa                                                                     |
| Avenida Coronel Eduardo Galhardo                     | Penha de França                                                                       | Eduardo Galhardo                                                                      |
| Avenida D. João II                                   | Parque das Nações                                                                     | João II de Portugal                                                                   |
| Avenida da Boa Esperança                             | Parque das Nações                                                                     | Boa Esperança                                                                         |
| Avenida da Igreja                                    | Alvalade                                                                              | Igreja de São João de Brito                                                           |
| Avenida da Ilha da Madeira                           | Belém                                                                                 | Ilha da Madeira                                                                       |
| Avenida da Índia                                     | Alcântara Belém Estrela                                                               | Índia                                                                                 |
| Avenida da Liberdade                                 | Santo António Santa Maria Maior                                                       | Liberdade                                                                             |
| Avenida da Peregrinação                              | Parque das Nações                                                                     |                                                                                       |
| Avenida da República                                 | Alvalade Avenidas Novas Arroios                                                       | República                                                                             |
| Avenida da Ribeira das Naus                          | Misericórdia Santa Maria Maior                                                        | Ribeira das Naus                                                                      |
| Avenida da Torre de Belém                            | Belém                                                                                 | Torre de Belém                                                                        |
| Avenida da Ucrânia                                   | Marvila                                                                               | Ucrânia                                                                               |
| Avenida da Universidade Técnica                      | Ajuda                                                                                 | Universidade Técnica de Lisboa                                                        |
| Avenida das Descobertas                              | Belém Ajuda                                                                           | Descobrimentos portugueses                                                            |
| Avenida das Forças Armadas                           | Alvalade São Domingos de Benfica Avenidas Novas                                       | Forças Armadas Portuguesas                                                            |
| Avenida das Nações Unidas                            | Carnide Lumiar                                                                        | Organização das Nações Unidas                                                         |
| Avenida David Mourão-Ferreira                        | Lumiar                                                                                | David Mourão-Ferreira                                                                 |
| Avenida de António José de Almeida                   | Areeiro Avenidas Novas                                                                | António José de Almeida                                                               |
| Avenida de Berlim                                    | Olivais Parque das Nações                                                             | Berlim                                                                                |
| Avenida de Berna                                     | Avenidas Novas                                                                        | Berna                                                                                 |
| Avenida Brasília                                     | Alcântara Belém Estrela Misericórdia                                                  | Brasília                                                                              |
| Avenida de Ceuta                                     | Campolide Campo de Ourique Alcântara Estrela                                          | Ceuta                                                                                 |
| Avenida de Madrid                                    | Areeiro                                                                               | Madrid                                                                                |
| Avenida de Pádua                                     | Olivais Parque das Nações                                                             | Pádua                                                                                 |
| Avenida de Paris                                     | Areeiro                                                                               | Paris                                                                                 |
| Avenida de Roma                                      | Alvalade Areeiro                                                                      | Roma                                                                                  |
| Avenida de Sidónio Pais                              | Avenidas Novas                                                                        | Sidónio Pais                                                                          |
| Avenida de Ulisses                                   | Parque das Nações                                                                     | Ulisses                                                                               |
| Avenida do Atlântico                                 | Parque das Nações                                                                     | Oceano Atlântico                                                                      |
| Avenida do Brasil                                    | Alvalade                                                                              | Brasil                                                                                |
| Avenida do Colégio Militar                           | Benfica Carnide                                                                       | Colégio Militar                                                                       |
| Avenida do Índico                                    | Parque das Nações                                                                     | Oceano Índico                                                                         |
| Avenida do Mediterrâneo                              | Parque das Nações                                                                     | Mar Mediterrâneo                                                                      |
| Avenida do México                                    | Areeiro                                                                               | México                                                                                |
| Avenida do Pacífico                                  | Parque das Nações                                                                     | Oceano Pacífico                                                                       |
| Avenida do Restelo                                   | Belém                                                                                 |                                                                                       |
| Avenida do Rio de Janeiro                            | Alvalade                                                                              | Rio de Janeiro                                                                        |
| Avenida do Santo Condestável                         | Marvila                                                                               | Nuno Álvares Pereira                                                                  |
| Avenida do Uruguai                                   | Benfica                                                                               | Uruguai                                                                               |
| Avenida Dom Carlos I                                 | Estrela Misericórdia                                                                  | D. Carlos I                                                                           |
| Avenida Dom Rodrigo da Cunha                         | Alvalade                                                                              | Rodrigo da Cunha                                                                      |
| Avenida Dom Vasco da Gama                            | Belém                                                                                 | Vasco da Gama                                                                         |
| Avenida dos Bombeiros                                | Belém                                                                                 | Bombeiros portugueses                                                                 |
| Avenida dos Combatentes                              | São Domingos de Benfica Avenidas Novas Alvalade                                       | Combatentes portugueses na Primeira Guerra Mundial                                    |
| Avenida dos Condes de Carnide                        | Carnide Benfica                                                                       | Condes de Carnide                                                                     |
| Avenida dos Defensores de Chaves                     | Arroios Avenidas Novas                                                                | Combatentes republicanos que defenderam Chaves, contra as tropas monárquicas, em 1912 |
| Avenida dos Estados Unidos da América                | Alvalade                                                                              | Estados Unidos da América                                                             |
| Avenida Dr. Alfredo Bensaúde                         | Olivais                                                                               | Alfredo Bensaúde                                                                      |
| Avenida Dr. Arlindo Vicente                          | Marvila                                                                               | Arlindo Vicente                                                                       |
| Avenida Dr. Augusto de Castro                        | Marvila                                                                               | Augusto de Castro                                                                     |
| Avenida Dr. Francisco Luís Gomes                     | Olivais                                                                               | Francisco Luís Gomes                                                                  |
| Avenida Dr. José Salvado Sampaio                     | Santa Clara                                                                           | José Salvado Sampaio                                                                  |
| Avenida Dr. Mário Moutinho                           | Belém Ajuda                                                                           | Mário Moutinho                                                                        |
| Avenida Duque d'Ávila                                | Arroios Avenidas Novas Areeiro                                                        | António José de Ávila, Duque de Ávila e Bolama                                        |
| Avenida Duque de Loulé                               | Santo António Arroios                                                                 | Nuno José de Moura Barreto, Duque de Loulé                                            |
| Avenida Elias Garcia                                 | Avenidas Novas                                                                        | José Elias Garcia                                                                     |
| Avenida Engenheiro Arantes e Oliveira                | Areeiro                                                                               | Eduardo de Arantes e Oliveira                                                         |
| Avenida Engenheiro Duarte Pacheco                    | Santo António Campolide Campo de Ourique                                              | Duarte Pacheco                                                                        |
| Avenida Eugénio de Andrade                           | Lumiar Olivais                                                                        | Eugénio de Andrade                                                                    |
| Avenida Eusébio da Silva Ferreira (Segunda circular) | São Domingos de Benfica Benfica Carnide                                               | Eusébio                                                                               |
| Avenida Fernando Pessoa ao Parque das Nações         | Parque das Nações                                                                     | Fernando Pessoa                                                                       |
| Avenida Fontes Pereira de Melo                       | Santo António Arroios Avenidas Novas                                                  | António Maria de Fontes Pereira de Melo                                               |
| Avenida Francisco Salgado Zenha                      | Marvila                                                                               | Francisco Salgado Zenha                                                               |
| Avenida François Mitterrand                          | Marvila                                                                               | François Mitterrand                                                                   |
| Avenida Frei Miguel Contreiras                       | Alvalade                                                                              | Miguel Contreiras                                                                     |
| Avenida General Correia Barreto                      | São Domingos de Benfica Benfica Campolide                                             | António Xavier Correia Barreto                                                        |
| Avenida General Norton de Matos (Segunda circular)   | Alvalade Lumiar Carnide São Domingos de Benfica                                       | José Maria Norton de Matos                                                            |
| Avenida General Roçadas                              | Penha de França São Vicente                                                           | José Augusto Alves Roçadas                                                            |
| Avenida Glicínia Quartin                             | Santa Clara                                                                           | Glicínia Quartin                                                                      |
| Avenida Gomes Pereira                                | Benfica                                                                               | Guilherme Augusto Gomes Pereira                                                       |
| Avenida Grão Vasco                                   | Benfica                                                                               | Grão Vasco                                                                            |
| Avenida Guerra Junqueiro                             | Areeiro                                                                               | Abílio de Guerra Junqueiro                                                            |
| Avenida Helen Keller                                 | Ajuda Belém                                                                           | Helen Keller                                                                          |
| Avenida Infante Dom Henrique                         | Beato Marvila Parque das Nações Olivais Penha de França São Vicente Santa Maria Maior | Infante D. Henrique                                                                   |
| Avenida Infante Santo                                | Estrela                                                                               | Infante D. Fernando                                                                   |
| Avenida João Crisóstomo                              | Areeiro Avenidas Novas                                                                | João Crisóstomo de Abreu e Sousa                                                      |
| Avenida João Paulo II                                | Marvila                                                                               | Papa João Paulo II                                                                    |
| Avenida João XXI                                     | Areeiro                                                                               | Papa João XXI                                                                         |
| Avenida José Malhoa                                  | Campolide                                                                             | José Malhoa                                                                           |
| Avenida José Manuel de Mello                         | Estrela                                                                               | José Manuel de Mello                                                                  |
| Avenida José Régio                                   | Marvila Alvalade                                                                      | José Régio                                                                            |
| Avenida Júlio Dinis                                  | Avenidas Novas                                                                        | Júlio Dinis                                                                           |
| Avenida Luís Bivar                                   | Avenidas Novas                                                                        | Luís Bivar                                                                            |
| Avenida Lusíada                                      | Carnide Benfica São Domingos de Benfica                                               |                                                                                       |
| Avenida Machado Santos                               | São Domingos de Benfica                                                               | António Machado Santos                                                                |
| Avenida Madame Curie                                 | São Domingos de Benfica                                                               | Marie Curie                                                                           |
| Avenida Magalhães Lima                               | Areeiro                                                                               | Sebastião de Magalhães Lima                                                           |
| Avenida Manuel da Maia                               | Areeiro Arroios                                                                       | Manuel da Maia                                                                        |
| Avenida Marconi                                      | Areeiro                                                                               | Guglielmo Marconi                                                                     |
| Avenida Marechal António de Spínola                  | Areeiro Marvila Alvalade                                                              | António de Spínola                                                                    |
| Avenida Marechal Craveiro Lopes (Segunda Circular)   | Lumiar Alvalade Olivais                                                               | Francisco Craveiro Lopes                                                              |
| Avenida Marechal Francisco da Costa Gomes            | Areeiro Beato Penha de França                                                         | Francisco da Costa Gomes                                                              |
| Avenida Marechal Gomes da Costa                      | Marvila Olivais Parque das Nações Alvalade                                            | Manuel Gomes da Costa                                                                 |
| Avenida Marechal Teixeira Rebelo                     | Benfica Carnide                                                                       | António Teixeira Rebelo                                                               |
| Avenida Maria Helena Vieira da Silva                 | Lumiar                                                                                | Maria Helena Vieira da Silva                                                          |
| Avenida Marquês de Tomar                             | Avenidas Novas                                                                        | Marquês de Tomar                                                                      |
| Avenida Miguel Bombarda                              | Avenidas Novas                                                                        | Miguel Bombarda                                                                       |
| Avenida Miguel Torga                                 | Campolide                                                                             | Miguel Torga                                                                          |
| Avenida Mouzinho de Albuquerque                      | Penha de França São Vicente                                                           | Joaquim Augusto Mouzinho de Albuquerque                                               |
| Avenida Nuno Krus Abecasis                           | Lumiar Santa Clara                                                                    | Nuno Krus Abecassis                                                                   |
| Avenida Óscar Monteiro Torres                        | Areeiro                                                                               | Óscar Monteiro Torres                                                                 |
| Avenida Padre Cruz                                   | Lumiar                                                                                | Padre Cruz                                                                            |
| Avenida Padre Manuel da Nóbrega                      | Areeiro                                                                               | Manuel da Nóbrega                                                                     |
| Avenida Paulo VI                                     | Marvila                                                                               | Papa Paulo VI                                                                         |
| Avenida Poeta Mistral                                | Avenidas Novas                                                                        | Frédéric Mistral                                                                      |
| Avenida Praia da Vitória                             | Arroios Avenidas Novas                                                                | Praia da Vitória                                                                      |
| Avenida Prof. Francisco da Gama Caeiro               | Carnide                                                                               | Francisco da Gama Caeiro                                                              |
| Avenida Professor Aníbal de Bettencourt              | Alvalade                                                                              | Aníbal de Bettencourt                                                                 |
| Avenida Professor Egas Moniz                         | Alvalade                                                                              | António Egas Moniz                                                                    |
| Avenida Professor Gama Pinto                         | Alvalade                                                                              | Caetano de Gama Pinto                                                                 |
| Avenida Rainha Dona Amélia                           | Lumiar                                                                                | D. Amélia de Orleães                                                                  |
| Avenida Rainha Dona Leonor                           | Lumiar                                                                                | D. Leonor de Viseu                                                                    |
| Avenida República da Bulgária                        | Marvila                                                                               | Bulgária                                                                              |
| Avenida Ressano Garcia                               | Avenidas Novas                                                                        | Frederico Ressano Garcia                                                              |
| Avenida Rovisco Pais                                 | Areeiro Arroios                                                                       | José Rovisco Pais                                                                     |
| Avenida Rui Nogueira Simões                          | São Domingos de Benfica Alvalade                                                      | Rui Nogueira Simões                                                                   |
| Avenida Sacadura Cabral                              | Areeiro                                                                               | Artur de Sacadura Cabral                                                              |
| Avenida Santa Joana Princesa                         | Alvalade                                                                              | Santa Joana, Princesa de Portugal                                                     |
| Avenida Santos Dumont                                | Avenidas Novas                                                                        | Alberto Santos Dumont                                                                 |
| Avenida Santos e Castro                              | Lumiar Santa Clara Olivais                                                            | Fernando Santos e Castro                                                              |
| Avenida São João de Deus                             | Areeiro                                                                               | João de Deus                                                                          |
| Avenida Sérgio Vieira de Mello                       | Santa Clara                                                                           | Sérgio Vieira de Mello                                                                |
| Avenida Ventura Terra                                | Lumiar                                                                                | Miguel Ventura Terra                                                                  |
| Avenida Vergílio Ferreira                            | Marvila                                                                               | Vergílio Ferreira                                                                     |
| Avenida Vinte e Quatro de Julho                      | Alcântara Estrela Misericórdia                                                        | 24 de julho de 1833 (Guerras Liberais - derrota dos miguelistas em Lisboa)            |
| Avenida Visconde de Valmor                           | Areeiro Avenidas Novas                                                                | Fausto de Queirós Guedes, Visconde de Valmor                                          |